# 戦場のハピィ・ライフ
『戦場のハピィ・ライフ』（せんじょうのハピィ・ライフ）は、美川べるのによる日本の4コマ漫画作品。講談社『別冊フレンドDX Juliet』にて1997年11月号から2005年1月号まで連載されていた。

## 概要
2010年現在、休載中であり、再開は未定。休載となっているが、その次号から新作『シガラミン』の連載を開始し、ショートコミックになり、ページ数は2倍に増えた。その後掲載誌は『Juliet』→『ザ・別フレ』→『別フレ2008』と誌名が変化しているが、現在も美川べるのの同雑誌での連載は続いている。

## あらすじ
女子高生・環とその恋人の砂田くんを中心に、独特のギャグセンスで日常的なネタを繰り広げる。オーソドックスな4コマ漫画である。

## 登場人物
市井環（いちい たまき）
主人公。高校2年生で、血液型は登場人物紹介ではB型と表記してあるが、作中でO型とされているエピソードがある。楽天家で気が強い。作中で料理や発明、工作、手芸などをしている描写が多く見られるため、手先が器用なようである。怪力の持ち主で怒りっぽく、欲望に忠実な性格だが、いじめられている子を気遣ったり、友人に手作りのプレゼントをするなど、根は親切である。長いウェーブヘアで、そのときの絵柄によって縦ロールの巻き毛やドレッド風の表現になっているときもある。
砂田克彦（すなだ かつひこ）
通称「砂田くん」。 魚座。大きな犬を飼っている。穏やかで親切な性格で押しが弱く、環の尻に敷かれているが、彼女一筋である。おだてにほだされやすく、調子に乗りすぎて失敗するタイプ。食パンは山型が好き。髪を染めているらしく、連載開始時は髪にトーンが貼ってあったが、まもなく白ヌキ表現になった。

## 備考
- 掲載誌は隔月発行であり、毎号4頁の掲載のため、単行本化されるのに8年が経過している。
- 単行本のカバーをはずすと、「美川べるのの単行本は、『カバーをなくすと恥ずかしい』を一貫したテーマにお送りしています」の一文があり、同作者の別作品にも通じているスタンスが表明されている。
- 単行本では描き下ろしコミック『ツチノコハンターズ・西へ!』が収録されている。内容は美川べるの一行がツチノコを捜しに奈良県ツチノコ共和国を訪ね、レポートするというもの。『青春ばくはつ劇場』の第1巻に収録されているものの続編にあたる。

### 『青春ばくはつ劇場』との関連性
- 同じ講談社の『別冊フレンド』系列ということもあり、『美川べるのの青春ばくはつ劇場』との親和性は非常に高い。お互いのキャラクターがモブとして登場したり、何度かクロスオーバーも果たしている。単行本巻末に『ばくはつ』第1・2巻の宣伝コミックも掲載されており、自薦ベストランキングの5位から3位までをサンプルとして読むことができる（1位と2位はそれぞれの裏表紙に載っている）。
- 『ばくはつ劇場』2巻に本作の宣伝コミック・サンプルが載っている。

## 『激情アーティスティック』
本作の前身であり、単行本第1巻の本文の合間に収録されている4コマ作品。同誌にて1993年3月号から連載されていた美川べるののデビュー作である。一部が抜粋されて掲載されており、現在入手可能な紙面ではここに収録されている6本しか読むことができない。

## 単行本
戦場のハピィ・ライフ
KCDXより1巻（続刊の刊行不明）（講談社）
第1巻 2004年5月13日 初版 ISBN 4-06-334869-5
休載に伴い、単行本未収録分（2004年7月号 - 2005年1月号掲載）は、『美川べるのの青春ばくはつ劇場』第3巻に収録されている。インリン・オブ・ジョイトイが帯にコメントを寄せた。